# Women's Herald Sun Tour
La Women's Herald Sun Tour és una cursa femenina de ciclisme per etapes que es celebra a Austràlia des de l'any 2018. Està integrada dins el calendari femení de l'UCI com a cursa de categoria 2.2 els anys 2018 i 2019 i des de l'any  2020 és 2.1.
Els anys 2021 i 2022 no es va disputar a causa de la COVID-19. L'any 2025 es torna a fer la prova.

## Palmarès
| Any  | Vencedor       | Segon                | Tercer                   |         |
| ---- | -------------- | -------------------- | ------------------------ | ------- |
| 2018 | Brodie Chapman | Annemiek van Vleuten | Chloe Hosking            |         |
| 2019 | Lucy Kennedy   | Amanda Spratt        | Brodie Chapman           |         |
| 2020 | Lucy Kennedy   | Jaime Gunning        | Arlenis Sierra Cañadilla |         |
| 2025 | suspesa        | suspesa              | suspesa                  | suspesa |